# Robert Hofstadter

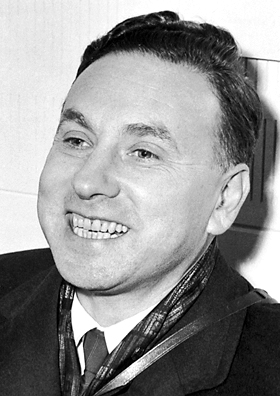
Robert Hofstadter, 1961

Robert Hofstadter (* 5. Februar 1915 in New York City; † 17. November 1990 in Stanford/Kalifornien) war ein US-amerikanischer Physiker. Er erhielt den Nobelpreis für Physik 1961, zusammen mit Rudolf Mößbauer, für „seine Pionierarbeiten zur Elektronenstreuung an Atomkernen und seine dadurch gewonnenen Entdeckungen, die die Struktur des Atomkerns betreffen“.

## Leben
Robert Hofstadter wurde in New York als Sohn jüdischer Auswanderer aus Polen geboren, die um die Jahrhundertwende in die USA emigriert waren.
1938 promovierte Hofstadter an der Universität Princeton. Während des Zweiten Weltkriegs arbeitete er an Schusskörpern für die Flugzeugabwehr. 1946 kam er wieder zur Universität Princeton und arbeitete insbesondere auf den Gebieten der Photoleitfähigkeit, Infrarotstrahlung sowie den Kristall- und Szintillationszählern.
Hofstadter lehrte zwischen 1950 und 1985 an der Universität Stanford. 1958 wurde er in die National Academy of Sciences, 1970 in die American Academy of Arts and Sciences und 1986 in die American Philosophical Society gewählt.
Zur Messung und genaueren Erforschung der Nukleonen, also der Bestandteile von Atomkernen, verwendete er dort die Streuung von Elektronen, die mittels eines Linearbeschleunigers auf Energien bis über 100 MeV gebracht wurden. Seinerzeit hatte man Protonen und Neutronen noch als strukturlose, das heißt unteilbare punktförmige Teilchen betrachtet. Mit seinen Experimenten konnte Hofstadter nicht nur zeigen, dass Protonen und Neutronen nicht punktförmig sind, sondern auch ihre Größe und die Verteilung der elektrischen Ladung in diesen Teilchen bestimmen. Die Ergebnisse wurden damals so interpretiert, dass beide einen positiv geladenen Kern besitzen, der von einer doppelten Wolke von Pi-Mesonen umgeben wird. Beim Proton ist diese Wolke neutral, beim Neutron ist diese Wolke negativ geladen. Hierfür erhielt Robert Hofstadter den Nobelpreis für Physik 1961.
Robert Hofstadter ist Vater des Physikers Douglas R. Hofstadter, der vor allem durch sein Werk Gödel, Escher, Bach bekannt wurde.

## Trivia
Die fiktive Figur Leonard Hofstadter aus der Fernsehserie The Big Bang Theory, ein hochbegabter Physiker, ist nach Robert Hofstadter benannt worden.

## Schriften
- Herausgeber: Electron scattering and nuclear and nucleon structure, Benjamin 1963 (Reprint Band)